# Boavista SC
Der Boavista Sport Club, in der Regel nur kurz Boavista genannt, ist ein Fußballverein aus Saquarema im brasilianischen Bundesstaat Rio de Janeiro.
Aktuell spielt der Verein in der vierten brasilianischen Liga, der Série D.

## Erfolge
- Staatsmeisterschaft von Rio de Janeiro – 2nd Division: 2006
- Staatsmeisterschaft von Rio de Janeiro – 3rd Division: 1991
- Copa Rio: 2017

## Stadion
Der Verein trägt seine Heimspiele im Estádio Elcyr Resende de Mendonça in Saquarema aus. Das Stadion hat ein Fassungsvermögen von 6000 Personen.

## Trainerchronik
Stand: September 2024
| Trainer         | Nation            | von               | bis             |
| --------------- | ----------------- | ----------------- | --------------- |
| Edino           | Brasilien         | 18. Februar 2009  | 26. März 2009   |
| Alfredo Sampaio | Brasilien         | 17. November 2011 | 30. Juni 2013   |
| Lucho Nizzo     | Brasilien Italien | 1. Juli 2013      | 30. Juni 2014   |
| Waldemar Lemos  | Brasilien         | 22. Februar 2015  | 22. März 2015   |
| Lucho Nizzo     | Brasilien Italien | 1. Juli 2016      | 30. Juni 2017   |
| Joel Santana    | Brasilien         | 12. Dezember 2016 | 22. April 2017  |
| Eduardo Allax   | Brasilien         | 22. April 2017    | 26. August 2019 |
| Paulo Bonamigo  | Brasilien         | 4. Februar 2020   | 31. Juli 2020   |
| Leandro         | Brasilien         | 8. Januar 2021    | 1. April 2023   |
| Filipe Cândido  | Portugal          | 1. Januar 2024    | 21. März 2024   |
| José Quadros    | Portugal          | 25. März 2024     |                 |